# Nedělinova katastrofa
Nedělinovou katastrofou je označován výbuch tajně vyvíjené sovětské vojenské balistické rakety R-16, který se odehrál 24. října 1960 na kosmodromu Bajkonur. S počtem 78 obětí se jedná o nejhorší katastrofu v dějinách vývoje raketové techniky. Na Západě se označuje po maršálu Nedělinovi, vrchním veliteli raketového vojska SSSR, který přípravu startu rakety osobně kontroloval a byl jednou z obětí katastrofy.

## Průběh

Raketa R-16

Raketa stála na rampě a připravena bezprostředně k vypuštění, když se ukázalo, že je třeba ještě odstranit nějaké poslední problémy (viz níže). V průběhu těchto prací došlo k nechtěnému zážehu motorů druhého stupně. Plameny motoru propálily nádrže s palivem a okysličovadlem (hydrazin a kyselina dusičná) motorů prvního stupně, v důsledku čehož došlo k mohutné explozi a požáru. Pracovníci provádějící na raketě poslední úpravy a startovní přípravy, stejně jako na rampě přihlížející vysoce postavené osoby, v ohnivém žáru většinou zahynuli.
Automaticky aktivované kamery okolo odpalovací rampy natáčely explozi. Lidé v blízkosti rakety byli okamžitě spáleni na popel, ti co byli dál, utrpěli popáleniny nebo byli otráveni toxickými výpary z paliva. Výsledná exploze spálila na popel Nedělina, 56 dalších vojáků a důstojníků a 17 civilních inženýrů. Celkem na místě zahynulo 74 lidí, zraněno bylo 49 osob (42 vojáků a sedm civilistů), z nich v následujících třech měsících čtyři (jeden civilista a tři vojáci) zemřeli na následky zranění. Počet obětí potvrdilo i opakované šetření v 90. letech pod vedením Vladimira Ivkina. Udávána jsou i jiná čísla, bez uvedení zdrojů počtů a bez seznamů obětí. Například konstruktér Boris Čertok ve svých pamětech píše o 126 zahynuvších, v tom 84 vojácích pohřbených ve společném hrobu v městském parku v Bajkonuru a 42 civilistech; ovšem v dotyčném hrobu čtyřiaosmdesáti vojáků leží i oběti jiných neštěstí. Český spisovatel Pavel Toufar k počtu zemřelých uvádí dokonce tři čísla – 165, 127, 92.

## Příčiny
Vyšetřování ukázalo, že za katastrofu mohlo především hrubé porušování bezpečnostních pravidel při přípravě startu, které bylo způsobeno Nedělinovou snahou o jeho urychlení v souvislosti s oslavou výročí Velké říjnové revoluce. Jen náhodou při katastrofě nezahynul hlavní konstruktér rakety Michail Jangel, který si krátce před výbuchem odběhl zakouřit do podzemního krytu.
V nádržích rakety, připravené ke startu, již bylo napuštěno palivo, odstraněny uzavírací membrány v přívodech paliva i okysličovadla do motorů a byla aktivována (zalita elektrolytem) palubní baterie, když se ukázalo, že je třeba provést několik drobných změn, mj. vyměnit programátor (kontakty spínané soustavou vaček, podobně jako mechanické programátory automatických praček) typu A-120, řídící automatickou startovní sekvenci. Tím, že byla palubní síť pod napětím, došlo po výměně při následném resetu programátoru k nechtěnému zážehu motorů 2. stupně. Příčinou bylo primárně pominutí řady bezpečnostních předpisů (např. vypuštění paliva před zahájením prací, odpojení palubní baterie). Příslušní pracovníci se pravděpodobně domnívali, že mají věci pod kontrolou a je tedy možné vyhovět pokynu nejvyššího vedení – neodkládat start rakety.

## Zveřejnění
Nehoda byla v Sovětském svazu, stejně jako ostatní informace z vývoje vojenských raket, dlouho přísně utajována a Nedělinova smrt byla oficiálně prezentována jako letecká nehoda. Přestože v západním tisku kolovaly nejasné pověsti o katastrofě již od 60. let, první informace o ní vyšly v sovětském tisku najevo až v dubnu 1989.

### Filmový záznam
Z průběhu katastrofy a odstraňování jejích následků se zachoval filmový dokument, který je však neúplný. Celý ho vidělo jen několik členů tehdejšího sovětského vedení a členové vyšetřovací komise. Ještě v průběhu vyšetřování bylo nařízeno dokument sestříhat a všechny vyřazené záběry zničit. Přesto však podává ucelené svědectví z průběhu tragédie.

### Tradice
Na památku katastrofy (a pravděpodobně také v souvislosti s pověrčivostí, neboť 24. října 1963, přesně o 3 roky později zde došlo opět k nehodě Koroljovovy rakety R-9A) se po tragédii neprováděly na Bajkonuru 24. října žádné starty raket, později bylo toto nařízení zrušeno. Tato tradice se však, až na výjimky, dodržuje dodnes.